# Lasioglossum biseptum
Lasioglossum biseptum är en biart som först beskrevs av Joseph Vachal 1904.  Lasioglossum biseptum ingår i släktet smalbin, och familjen vägbin. Inga underarter finns listade i Catalogue of Life.